# Daniel Brata
Daniel Brata (Baia Mare, 29 de diciembre de 1984) es un deportista rumano que compitió en judo. Ganó dos medallas de bronce en el Campeonato Europeo de Judo, en los años 2005 y 2009.

## Palmarés internacional
| Campeonato Europeo | Campeonato Europeo      | Campeonato Europeo | Campeonato Europeo |
| Año                | Lugar                   | Medalla            | Categoría          |
| ------------------ | ----------------------- | ------------------ | ------------------ |
| 2005               | Róterdam (Países Bajos) | Medalla de bronce  | –100 kg            |
| 2009               | Tiflis (Georgia)        | Medalla de bronce  | –100 kg            |